# Fox Odendaal

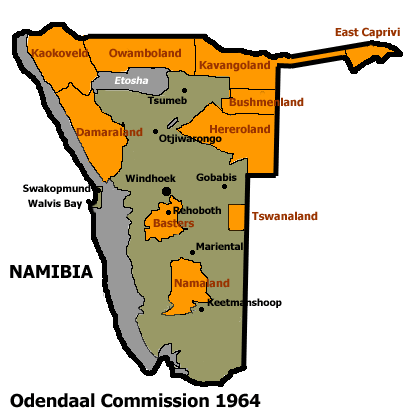
Karte Südwestafrikas mit Homelandaufteilung nach dem Odendaal-Plan

Frans Hendrik „Fox“ Odendaal (* 18. September 1898 in Kimberley, Kapkolonie; † 8. Februar 1966) war ein südafrikanischer Politiker und Administrator der Provinz Transvaal in der Südafrikanischen Union.
Fox Odendaal erlangte internationale Bekanntheit als Vorsitzender der Odendaal-Kommission, die 1963 konzeptionelle Empfehlungen zur  Rassentrennung in Südwestafrika im Rahmen des Odendaal-Plans abgab und maßgeblich für die Einrichtung von Homelands in Südwestafrika verantwortlich war.